# Градинка
Гради́нка (болг. Градинка) — село в Тирговиштській області Болгарії. Входить до складу общини Антоново.

## Населення
За даними перепису населення 2011 року у селі проживали 0 осіб.
Динаміка населення: